# アブ・オマル・ハサン
アブ・オマル・ハッサン（アラビア語: أبو عمر حسن、英語: Abu Omar Hassan)/モハンマド・イスマイル・ダルウィーシュ（アラビア語: محمد إسماعيل درويش、ローマ字:  Muḥammad ʾIsmāʿīl Darwīsh）は、スンナ派イスラム原理主義ハマースの最高幹部。

## 来歴
レバノンにあるパレスチナ人難民キャンプにて生まれたハッサンは、青年時代にハマースに加入した。その後、ハッサンはハマースの資金部門を率いていたとされている。
2025年1月29日には、ハッサン率いる代表団がトルコの首都アンカラで同国のレジェップ・タイイップ・エルドアン大統領と会談した。
2025年2月8日には、ハッサン率いるハマースの代表団がイランを訪れ、首都テヘランにてイランの最高指導者アリー・ハメネイと会談した。